# Порајмос у Србији
Геноцид над Ромима, познат под именом Порајмос (уништење) или Самударипен (масовна убиства) су злочини које су вршили фашистичке и нацистичке организације, углавном уз помоћ квинслишких власти како у окупираним територијама тако и на територији Трећег Рајха, током Другог светског рата. Уз Јевреје и Словене, Роми су сматрани "непријатељима виших раса".

## Статус Рома од почетка Другог светског рата у Србији
На територији Србије, све наредбе издате од маја 1941. године и касније, упућене Јеврејима, односила се и на Роме. Забрањено им је да се баве уређивачким пословима, да посећују позоришта, биоскопе, кабарее и варијатее или да раде у њима. Изједначен статус Јевреја и Рома потврђен је наредбом од 30. маја, која се односи на "Јевреје и Цигане". Хиљаде Рома у Београду су тако морале да носе жуте траке с натписом "Циганин" , забрањен им је улаз у све јавне институције, укључујући и здравствену и образовну мрежу, као и целокупни јавни транспорт, и прописан је обавезни принудни рад.
На дан 11. јула 1941. године, војни заповедник за Србију наређује да "ради уклањања извесних оштрина, које су настале у спровођењу моје Уредбе у погледу Јевреја и Цигана од 30. маја 1941. године" , са српским држављанима "циганског" порекла који могу доказати да су њихови преци настањени у Београду од пре 1850, не треба поступати по истој уредби.
Од тог тренутка, прогон се односио само на такозване чергаре, односно све Роме који немају регулисан стални боравак и који не могу доказати своје "београдско" порекло. Углавном је био реч о најсиромашнијем делу ромске популације , која је истовремено била и најсиромашнија популација београдске популације. Управо њихов економски статус и друштвена изолација спречили су било какву могућност бекства у унутрашњост или у иностранство, али и покушај скривања у самом Београду.

## Хапшења и стрељања Рома на територији града Београда
Крајем октобра 1941. године, немачки војници, српска жандармерија и агенти Специјалне полиције спровели су рације у свим ромским насељима у Београду: Јатаган мала, Чубура, Маринкова бара. Булбулдер, Пашино брдо, али и у околини тадашњег Београда: Миријево, Ресник, Вишњица, Жарково, Обреновац, с циљем хапшења и интернирања свих ромских мушкараца у логор Топовске шупе. Велика хапшења и стрељања Рома су почела већ у октобру, али ове рације су за циљ имале масовно и тотално уништење ромске мушке популације, као и у случају јеврејских мушкараца. Немачке јединице су имале задатак да опколе одређену локацију, а жандармерија и агенти Специјалне полиције су ишли од куће до куће и хапсили Роме.
Највећа рација је спроведена на дан 28. октобра 1941. године у Маринковој бари. Рано ујутру, око 4 сата, немачки војници су опколили једног од навећих ромских насеља у Београду. Српски жандарми IX реона (кварта) и полицајци, почели су да из сваке куће одводе ромске мушкарце, под изговором да иду на принудни рад на сечи шума на Ади Циганлији и да ће се вратити у року од неколико дана. Некима су говорили да иду у оближњу жандармеријску станицу ради саслушања и да ће бити пуштени одмах након тога.  Међутим, многи су знали да ће бити интернирани у логор Топовске шупе, те су спремили нешто обуће и хране. 
Рацију је водио Бора Јанковић, командир локалне жандармеријске станице, која је била смештена у Основној школи "Бранислав Нушић" . Поред улице Пеке Павловића, у којој су живели искључиво Роми, рација је обухватила  и све суседне улице: Трубарову, Јаше Игњатовића, Волникову, Војводе Лунета, Павла Орловића, Топлице Милана, Костолачку, Ђакона Авакума, Стевана Првовенчаног и др. Сви ухапшени су одвођени у жандармеријску станицу, где су остали тек сат времена, а затим у оближњи логор Топовске шупе. По сведочењима, њихов траг се губи већ трећи дан од хапшења, а верује се да су стрељани у Јабуци поред Панчева.
Нешто више од месец дана после ове рације, 11. децембра 1941. године, немачки војници су поново опколили Маринкову Бару, и овог пута ухапсила све жене и децу. Исто као и са мушкарцима, прво су смештени у жандармеријску станицу, а затим су пребачети у логор Сајмиште и Павиљон број 2 , заједно са ромским женама и децом из других делова Београда. Од преко 600 заточених жена и деце, 237 је успело да докаже да су њихови преци настањени у Београду од пре 1850. године, те су пуштени на слободу. Највећу улогу у спасавању је имала сестра Матилда, Јеврејка која је била одређена за надзорницу павиљона број 2. Остале жене и деца су умрли током зиме због хладноће, глади и болести, или су били погубљени са Јеврејима, током пролећа 1942. године

## Хапшења и стрељања Рома у остатку Србије
Судбина најсиромашнијих Рома из Београда је задесила и Роме из других делова окупиране Србије. Сматра се да је током Другог светског рата на територији Србије страдало 2500 Рома у различитим логорима и стратиштима. 
| Датум                         | Локација   | Број стрељаних                      |
| ----------------------------- | ---------- | ----------------------------------- |
| Октобар 1941. године          | Шабац      | 150 Рома                            |
| 21. октобар 1941. године      | Крагујевац | 250 Рома, многи су били малолетници |
| 11. децембар 1941. године     | Лесковац   | 300 Рома                            |
| Почетак фебруара 1942. године | Бубањ, Ниш | 23 Рома                             |
| Фебруар 1943. године          | Бубањ, Ниш | 43 Рома                             |
| 1941-1943                     | Крушевац   | 70 Рома                             |

## Сведочанства
Остала су забележана најмање два сведочанства Драге Лекић и Сибинке Јанковић, изведена испред Државне комисије током јуна месеца 1945. године о страдању Рома на територији Београда и Србије, сачуваним у Архиву Југославије:
Мој муж Мика Лекић, музикант, одведен је приликом масовнога купљења Цигана у Маринковој Бари дана 28. октобра 1941. године у пола четири ујутру из куће Пеке Павловића 32. У кућу су дошла два наша полицајца, два агента и два немачка војника. Један од агената зове се Дулић, ближе податке не знам, док други агент мислим да се звао Сеља и за њега такође немам ближе податке. Двојицу стражара не познам али се сећам да је један од њих био високог раста, и да је имао велики младеж више десне усне. Наредили су мом мужу да се обуче и да пође са њима. Мој муж се обукао, на себи је имао ново црно одело, нове ципеле, нов зимски капут а поред тога собом је понео два пара веша и један ћилим за покривање, што је све унапред спремио пошто смо знали да полиција купи цигане. Мог мужа су ставили у аутобус који је пун цигана стајао пред кућом и одведила га са осталима у Ауто команду, где је остао два дана, а шта је даље са њиме, ја не знам (…)
Мој муж је био стар 40 година, родом је из Уба, вере православне, а у Београду је био настањен преко 20 година (…)— Сведочанство Драге Лекић од 5. јуна 1945., АЈ 110-273-132
Децембра месеца 1941. године, одведен је у логор на сајмиште као Циганин мој унук Мита Васиљевић. стар 3 године, рођ. у Београду, дете из законитог брака моје умрле кћери Ружице Васиљевић и Тодора Васиљевића кочијаша из Београда, који је отеран у логор октобра 1941. год. и чији сам случај засебно пријавила. Одведен је из Орловића Павла бр 2 скупа са бавом по оцу Вукосавом Вукић (презиме из другог брака), стара 50 година, рпђ. у Београду , вере правос. народ. српске. Именовани су у логору провели око 2 и по месеца и ту умрли. Како сам обавештена од комшиница који су скупа са мојим унучетом и његовом бабом били у логору, Вукосава Вукић је умрла од последица које су наступиле пошто је тукао један Немац у логору, а дете је умрло од глади и зиме. (…)— Сведочанство Сибинке Јанковић од 30. јуна 1945., АЈ, 110-273-208